# Marko Ćolić
Marko Ćolić, avstrijski general hrvaškega rodu, * 15. april 1766, Privlaka, † 14. september 1844, Petrovaradin.
Marko Ćolić, starejši brat podmaršala Pavaa Ćolića se je rodil v hrvaški plemiški rodbini. Po končani kadetski šoli je hitro napredoval. Med leti 1793 do 1795 je sodeloval v bojih v Franciji in Nemčiji. V stotnika je napredoval leta 1796, čin majora je dobil 1801, podpolkovnika 1805, polkovnika pa 1809, ko je postal načelnik štaba 6. armijskega korpusa. Za pogum v bitkah pri Aspern-Esslingu in Wagramu (1809) je bil odlikovan z viteškim križcem vojaškega reda Marije Terezije, katerermu je bil po takratnem običaju naslednjega leta dodan še naslov barona. Leta 1813 je bil poveljnik brigade. Ponovno se je odlikoval v bitkah, posebno v bitki pri Leipzigu in bil odlikovan z Komandirskim križem Leopoldova reda in pruskim Redom rdečega orla. Po sklenitvi Pariškega mirovnega sporazuma je bil kot brigadni general premeščen na Ogrsko. Leta 1826 je  bil Lvovu, kjer je napredoval v podmaršala. Nato je do leta 1834 služboval v raznih krajih. Od 1834 do smrti pa je bil poveljnik sil v Slavonji in Sremu. V čin višjega genarala (Feldzeugmeister) je napredoval leta 1841.